# Цыпино (Кемеровская область)
Цыпино — деревня в Топкинском районе Кемеровской области. Входит в состав Юрьевского сельского поселения.

## География
Центральная часть населённого пункта расположена на высоте 204 м над уровнем моря.

## Население
| 2010 |
| ---- |
| 152  |

### Половой состав
По данным Всероссийской переписи населения 2010 года, в деревне Цыпино проживало 152 человека (74 мужчины, 78 женщин).